# Riza
Pour les articles homonymes, voir Riza (homonymie).

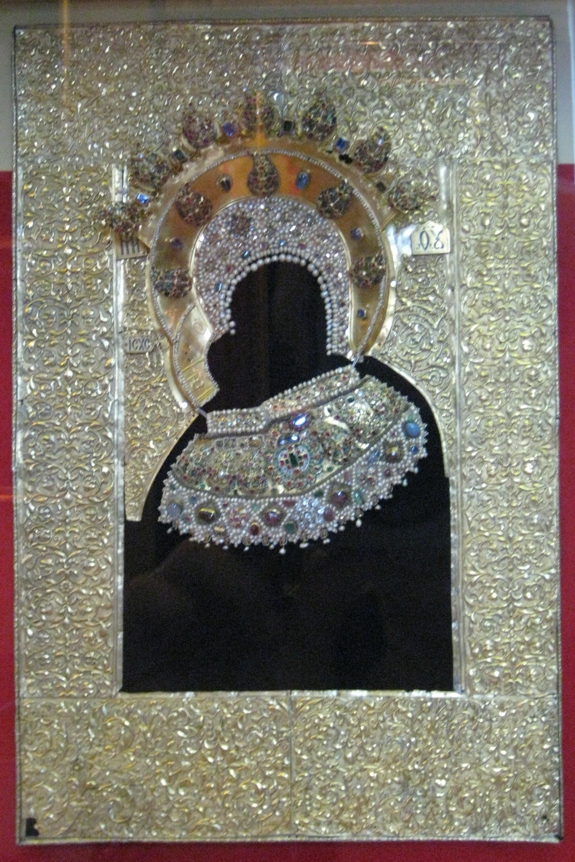
Oklad ou riza de l'icône de Notre-Dame de Vladimir. Musée historique d'État, XVII s.

La riza (russe : риза, « robe ») et l’oklad (russe : оклад, « couvert ») sont des mots russes qui désignent la protection métallique destinée à couvrir ou protéger les icônes. La riza est également un vêtement religieux dans la religion orthodoxe.

## Riza
- La riza est le vêtement sacerdotal, de dessus, du prêtre pendant l'office, une chasuble[1].
- La riza peut aussi désigner un drap destiné à couvrir les calices, l'autel qui sont utilisés durant les cérémonies religieuses.
- La riza peut désigner les draperies en métal estampé qui recouvrent les icônes, une garniture d'icône.

Dans ce dernier cas, il s'agit d'une protection qui est apparue depuis le XVIIe siècle et sert à protéger les icônes des baisers et des attouchements des fidèles en cachant les icônes par du métal pour ne plus laisser apparaître que le visage et les mains de l'icône. Ces revêtements finissent par prendre une telle importance par leur décoration que le travail du peintre est relégué au second plan.

## Oklad
Le nom d'oklad est utilisé dans ce dernier cas pour ce qui concerne la protection des icônes. Il l'est également pour désigner la couverture d'un évangéliaire.